# Departamento Alberdi
Alberdi es un departamento en la provincia de Santiago del Estero (Argentina) en la región del Chaco Austral.

## Geografía
El departamento tiene una superficie de 12899.4 km² y está ubicado en la región noroeste de la provincia.
Limita al norte con el departamento Copo, al este con la provincia del Chaco, al sur con el departamento Moreno y el departamento Figueroa, y al oeste con el río Salado que lo separa de los departamentos Jiménez y Pellegrini.
Según la clasificación climática de Köppen, para la ciudad de Campo Gallo y por extensión el departamento Alberdi, el clima corresponde a la categoría Cwa, subtropical húmedo con estación seca.

## Historia
La ley provincial N.º 782, que fue sancionada el 27 de junio de 1921, modificó la ley N.º 353, dividiendo el Departamento Copo para crear el Departamento Alberdi:

ARTÍCULO 2º: Denomínase Alberdi, al Departamento comprendido dentro de los siguientes límites: al Norte, el paralelo de Santo Domingo de latitud Sud 26º13’25’’, divisorio con el Departamento Copo; por el Este, el meridiano 61º43’21’’ Oeste de Greenwich, divisorio con el Territorio del Chaco; al Sud, el límite actual del Departamento Copo que lo separa del Departamento Moreno y al Oeste, el Río Salado que lo separa del Departamento Pellegrini y Jiménez, con una extensión de 13.140 kilómetros cuadrados.

## Población
Cuenta con 20 104 habitantes (Indec, 2022), lo que representa un incremento promedio anual del 1.3% frente a los 17 252 habitantes (Indec, 2010) del censo anterior.

La mediana de edad se estableció en 25 años.
| Gráfica de evolución demográfica de Departamento Alberdi entre 1991 y 2022 |
|                                                                            |
| Fuente: Censos nacionales del INDEC                                        |

## Localidades
La mayor parte de la población se concentra en la ciudad cabecera del departamento. El resto es población de carácter rural, dispersa o asentada en pequeñas localidades.
| Cabecera (Población 2010) | Ciudades (Población 2010) | Localidades (Población 2010)                                                             |
| ------------------------- | ------------------------- | ---------------------------------------------------------------------------------------- |
| Campo Gallo (6222 hab.)   | - Sacháyoj (2777 hab.)    | - Coronel Manuel Leoncio Rico (78 hab.) - Donadeu (559 hab.) - Santos Lugares (313 hab.) |

## Economía
Alberdi es uno de los dos departamentos productores de carbón vegetal de la provincia. Se practica ganadería de bovinos y caprinos.